# White Marsh (Maryland)
White Marsh önkormányzat nélküli statisztikai település az USA Maryland államában, Baltimore megyében. Lakosainak száma 10 287 fő (2020. április 1.).